# Main Street (métro de Toronto)
Pour les articles homonymes, voir Main Street (homonymie).
Main Street est une station de la ligne 2 Bloor-Danforth du métro de Toronto. Elle est située au nord de la Bloor Street West à l'intersection de Islington Avenue, dans le quartier East Danforth (en), à hauteur du 315 Main Street, dans la ville de Toronto en Ontario au Canada.

## Situation sur le réseau

Plan du métro de Toronto (2023)

Établie en souterrain, la station Main Street de la Ligne 2 Bloor-Danforth, est précédée par la station Victoria Park, en direction du terminus Kennedy, et elle est suivie par la station Woodbine, en direction du terminus Kipling,.

## Histoire
La station Main Street est mise en service le 11 mai 1968, lors de la première extension de la ligne,.
En 2004, la station subit différents travaux en matière d'accessibilité aux handicapés, tels que l'installation de deux ascenseurs permettant de desservir les deux quais latéraux de la ligne de métro, l'installation de portes coulissantes automatiques. Elle devient alors la 22e station du réseau à être accessible aux personnes à mobilité réduite.
La station a une fréquentation moyenne de 22 670 passagers par jour au cours de l'année 2009-2010.

## Services aux voyageurs

### Accès et accueil

La station
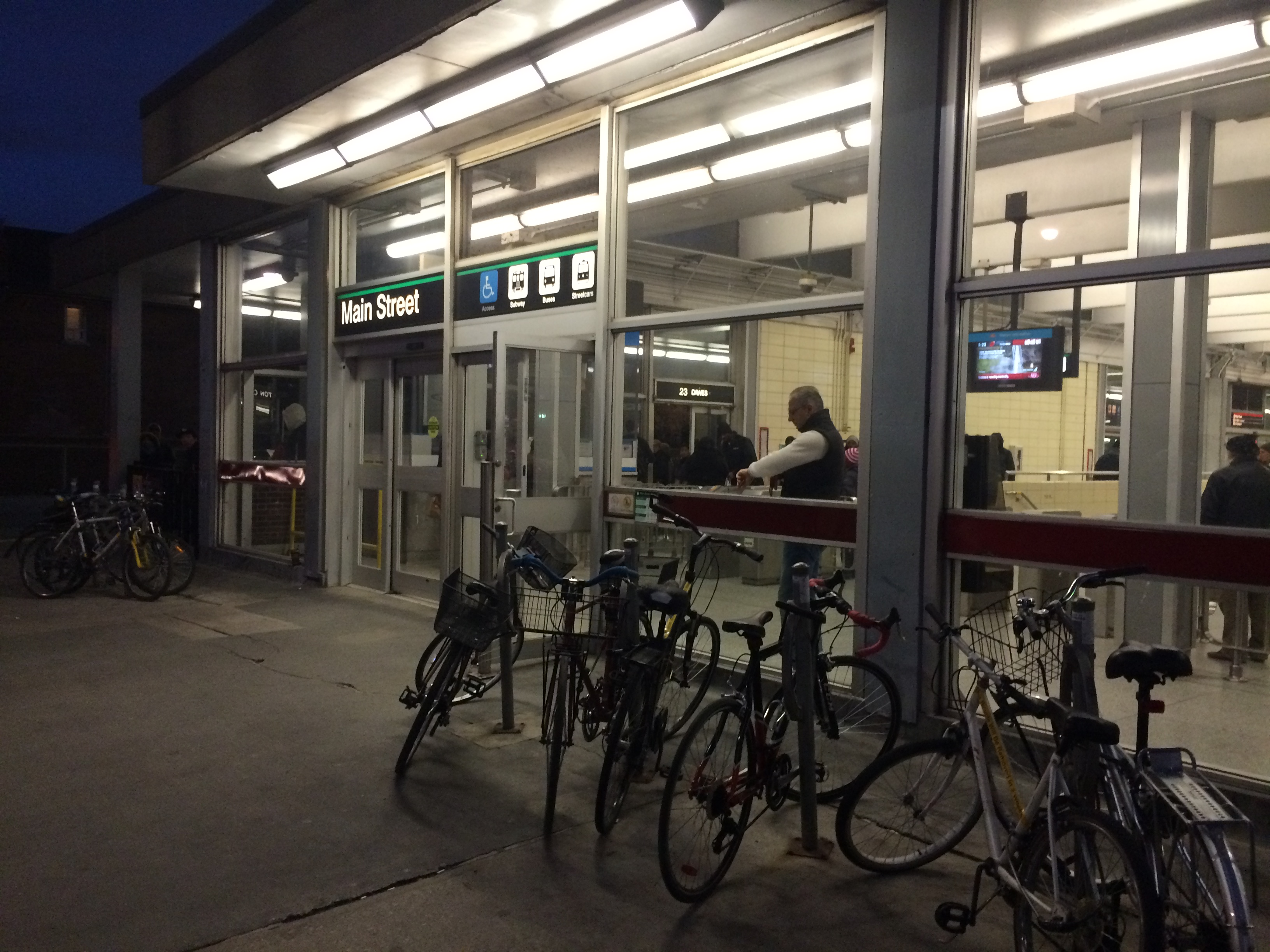
Entrée.
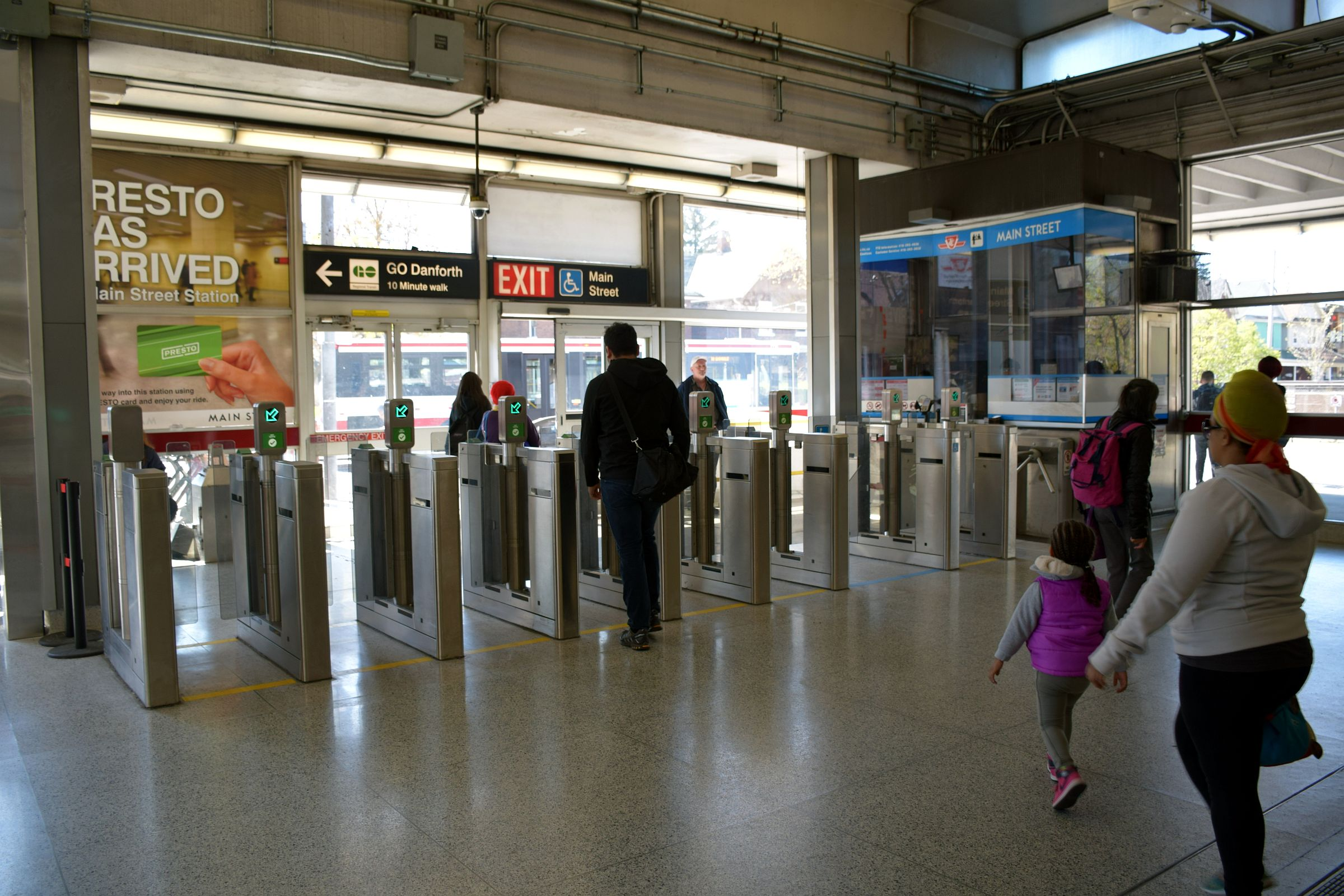
Sortie.
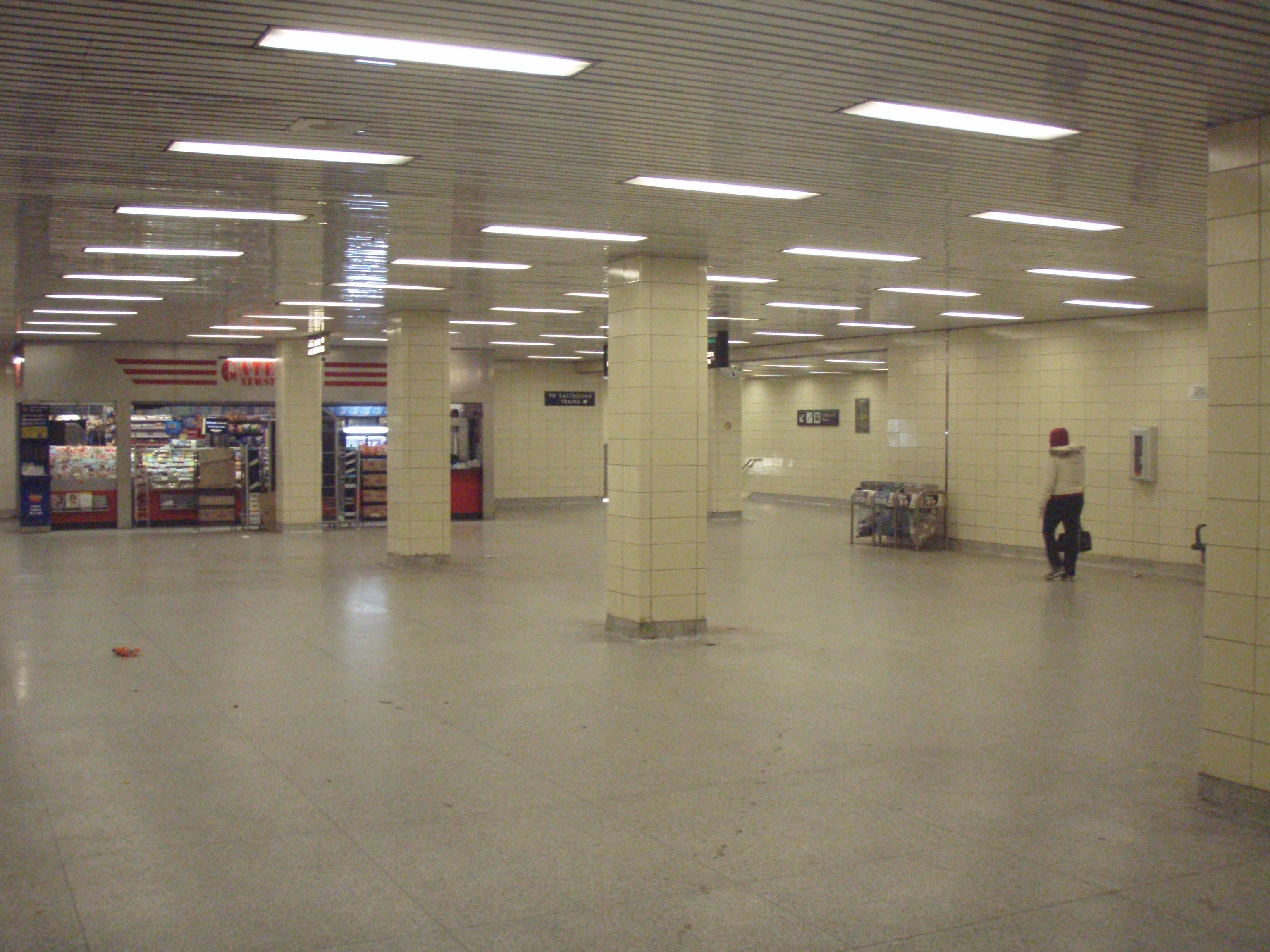
Hall et boutique.
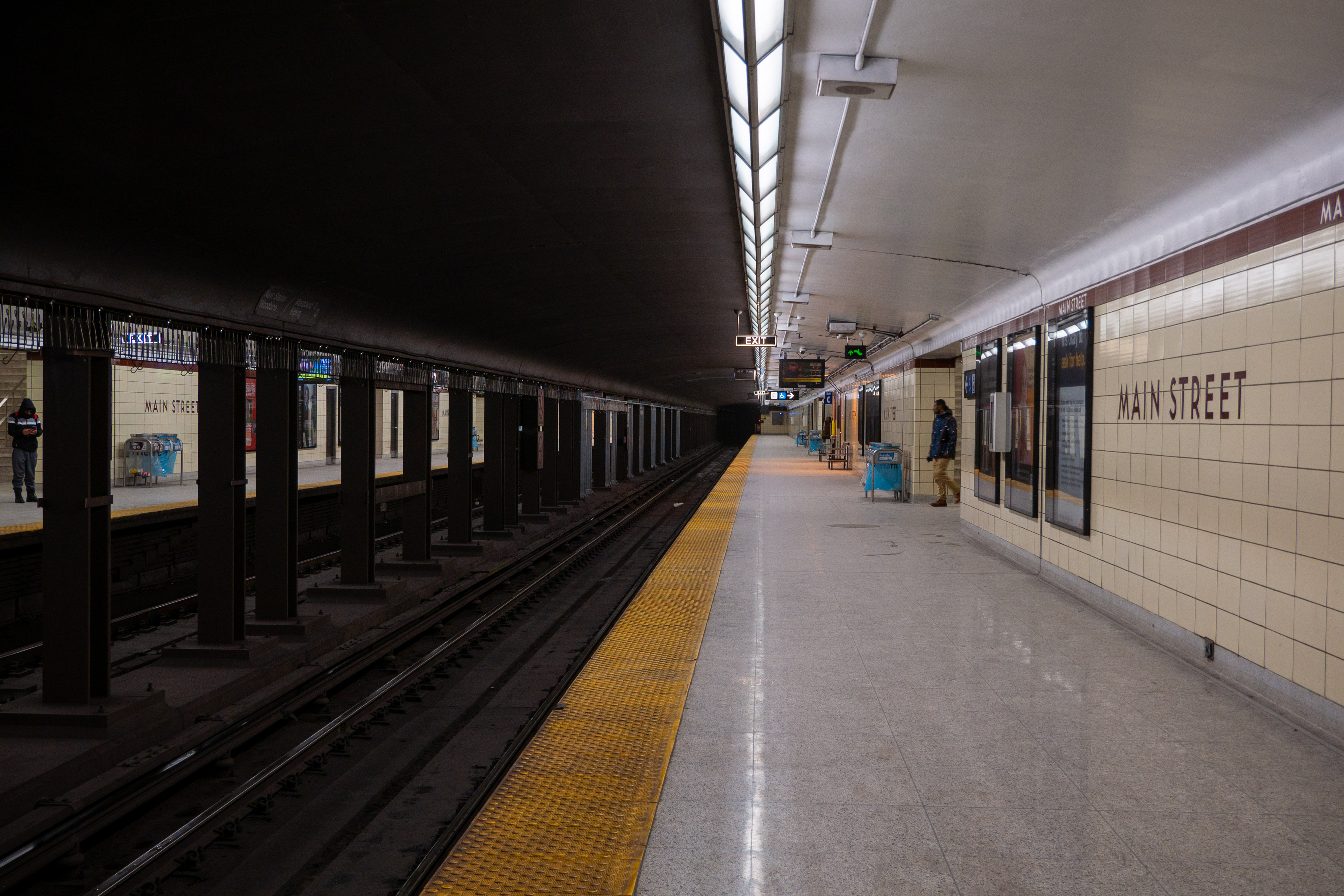
La plateforme.

### Intermodalité
Main Street est également une station de bus et de tramway, le bâtiment de la station servant, en surface, de terminal d'attente des différentes lignes. La station est notamment le terminus de la ligne 506 Carlton du tramway de Toronto. Au sud de celle-ci se trouve une gare de trains de banlieue GO Transit, permettant la correspondance avec la ligne Lakeshore East.
Ligne du Tramway de Toronto desservant la station : 506 Carlton en direction de High Park
Lignes de bus Toronto Transit Commission desservant la station : 20 Cliffside en direction de Kennedy, 23 Dawes en direction de St. Clair Ave. East, 62 Mortimer en direction de Broadview, 64 Main en direction de Eastdale, 64 Main en direction de Queen, 87 Cosburn en direction de Broadview, 113 Danforth en direction de Kennedy et 135 Gerrard en direction de Warden.

## À proximité
- Quartier East Danforth (en), dit aussi Danforth-Village,
- Ted Reeve Arena.